# Claudio Villa (sesto album del 1957)
Claudio Villa (1957) è il sesto album di Claudio Villa.

## Il disco
Nel 1957 la Vis Radio pubblica numerosi 33 giri - dato il successo di Claudio Villa a Sanremo - che contengono canzoni che l'artista romano pubblicò quando era sotto contratto con l'etichetta, precisamente questo disco contiene sette canzoni registrate tra il 1952 e il 1954.
Le più famose sono senza dubbio Balocchi e profumi, Addio signora e Fili d'oro. Alcune delle canzoni verranno reincise dal cantante. Il numero di catalogo del disco è quasi contemporaneo a quello del LP precedente.
Anche questo disco fu pubblicato in formato 25 cm (leggermente più piccolo dei normali 33 giri).

## Tracce
LATO A
1. Stronellata romana
2. Come le rose
3. Balocchi e profumi
4. Cara piccina

LATO B
1. Addio signora
2. Fili d'oro
3. Canta se la vuoi cantar